# 焦子春
焦子春（1534年—？），字德元，號與嵩，河南河南府登封縣人，民籍，明朝政治人物。

## 生平
嘉靖四十三年（1564年）甲子科河南鄉試第十一名舉人。嘉靖四十四年（1565年），登二甲第三十二名進士。大理寺观政，本年八月授无为州知州，隆慶二年（1568年）六月升南京戶部员外郎，三年三月升郎中，五年四月调南兵部，五月调南礼部郎中。時張居正與故相高拱不和，以子春為高拱同鄉，諷都察院以鑽營中傷子春。六年（1572年）九月移知六安州。万历二年（1574年）二月升東昌府同知，六年二月升南刑部郎中，九年十月擢陝西僉事，備兵肅州。十二年七月累遷陝西行太僕寺少卿，監軍寧夏，十三年十月听调，卒于家。

## 家族
曾祖焦瀛；祖父焦敏，聽選官；父焦勳，前母賈氏、母杜氏，封太宜人。弟子美、子誠。